# Hexapleomera robusta
Hexapleomera robusta är en kräftdjursart som först beskrevs av H. F. Moore 1894.  Hexapleomera robusta ingår i släktet Hexapleomera och familjen Tanaidae. Inga underarter finns listade i Catalogue of Life.